# Ваяконда (Міссурі)
Ваяконда (англ. Wyaconda) — місто (англ. city) в США, в окрузі Кларк штату Міссурі. Населення — 214 особи (2020).

## Географія
Ваяконда розташована за координатами 40°23′32″ пн. ш. 91°55′34″ зх. д. / 40.39222° пн. ш. 91.92611° зх. д. (40.392186, -91.926115).  За даними Бюро перепису населення США в 2010 році місто мало площу 1,67 км², з яких 1,66 км² — суходіл та 0,00 км² — водойми.

## Демографія
Згідно з переписом 2010 року, у місті мешкало 227 осіб у 108 домогосподарствах у складі 63 родин. Густота населення становила 136 осіб/км².  Було 140 помешкань (84/км²).
Расовий склад населення:
| - 98,2 % — білих |

До двох чи більше рас належало 1,8 %. Частка іспаномовних становила 0,0 % від усіх жителів.
За віковим діапазоном населення розподілялося таким чином: 24,2 % — особи молодші 18 років, 57,3 % — особи у віці 18—64 років, 18,5 % — особи у віці 65 років та старші. Медіана віку мешканця становила 43,5 року. На 100 осіб жіночої статі у місті припадало 97,4 чоловіків;  на 100 жінок у віці від 18 років та старших — 93,3 чоловіків також старших 18 років.
Середній дохід на одне домашнє господарство  становив 37 584 долари США (медіана — 34 750), а середній дохід на одну сім'ю — 40 353 долари (медіана — 44 375). За межею бідності перебувало 26,1 % осіб, у тому числі 37,2 % дітей у віці до 18 років та 37,9 % осіб у віці 65 років та старших.
Цивільне працевлаштоване населення становило 96 осіб. Основні галузі зайнятості: освіта, охорона здоров'я та соціальна допомога — 16,7 %, виробництво — 15,6 %, будівництво — 15,6 %.